# Rundkirche von Orphir
Die Rundkirche von Orphir in Orphir auf der Orkneyinsel Mainland wurde im späten 11. oder frühen 12. Jahrhundert erbaut. Die heutige Ruine oberhalb der Bucht von Scapa Flow ist der einzige Beleg für eine mittelalterliche Rundkirche in Schottland. 
Die Kirche bestand aus einem runden Kirchenschiff mit etwa sechs Metern Durchmesser und einer zwei Meter weiten und ebenso tiefen halbrunden Apsis mit einem zentralen Fenster. Die Mauern sind einen Meter dick. Nur die Apsis und ein kleines Segment des Kirchenschiffes sind erhalten. Die Kirche überlebte nahezu vollständig bis 1757. Dann wurde sie abgerissen und ihre Steine beim Bau der neuen Pfarrkirche verwendet. Von dieser Pfarrkirche sind keine Überreste erhalten. 
Als Gründer der dem heiligen Nicholas geweihten Kirche gilt Jarl Haakon Paulsson (Earl von 1103 bis 1123). Nach Angaben der Orkneyinga saga übernahm Earl Haakon 1117 die alleinige Macht auf den Orkney, nachdem sein Cousin und Mitregent, Earl Magnus Erlendsson auf Egilsay auf seine Veranlassung hin getötet worden war. 
Zum Ensemble um die Kirche gehören die Überreste des „Earls Bu“, einer Halle, die in der Orkneyinga Sage erwähnt wird, und einer Horizontalwassermühle, die zunächst für den Rest eines Souterrains gehalten wurde.
In der Nähe liegt außerdem das Orkneyinga Saga Centre, ein kleines Museum, das sich mit der Orkneyinga Sage beschäftigt.
Die Anlage ist als Scheduled Monument geschützt.